# Милі ошуканки: Перфекціоністки
«Милі ошуканки: Перфекціоністки» (англ. Pretty Little Liars: The Perfectionists) — американський драматичний телесеріал, створений А. Марлін Кінг і заснований на романі «Перфекціоністки» письменниці Сари Шепард (англ. Sara Shepard). Серіал є другим спін-оффом телесеріалу «Милі Ошуканки». Прем'єра серіалу відбулася 20 березня 2019 року.
27 вересня 2019 року канал Freeform  закрив телесеріал після одного сезону.

## Сезони
| Сезон | Сезон | Епізоди | Оригінальна дата показу | Оригінальна дата показу |
| Сезон | Сезон | Епізоди | Прем'єра сезону         | Фінал сезону            |
| ----- | ----- | ------- | ----------------------- | ----------------------- |
|       | 1     | 10      | 20 березня 2019         | 22 травня 2019          |

## Список епізодів

### 1 сезон (2019)
| № серії (загалом) | № серії (в сезоні) | Назва серії                                                 | Режисер(и)               | Сценарист(и)                 | Оригінальна дата показу | Код серії | Глядачів в США (млн) |
| ----------------- | ------------------ | ----------------------------------------------------------- | ------------------------ | ---------------------------- | ----------------------- | --------- | -------------------- |
| 1                 | 1                  | «Пілот» «Pilot»                                             | Элізабет Аллен Розенбаум | Шаблон:StoryTeleplay         | 20 березня 2019         | 101       | 0.46                 |
| 2                 | 2                  | «Секс, брехня i алібі» «Sex, Lies And Alibis»               | Елізабет Аллен Розенбаум | А. Марлін Кінг               | 27 березня 2019         | 102       | 0.24                 |
| 3                 | 3                  | «...Якщо один із них мертвий» «...If One of Them Is Dead»   | Джирі МакЛеод            | Чарлі Крейг                  | 3 квітня 2019           | 103       | 0.29                 |
| 4                 | 4                  | «Примарна соната» «The Ghost Sonata»                        | Роджер Камбл             | Джозеф Догерті               | 10 квітня 2019          | 104       | 0.31                 |
| 5                 | 5                  | «Клаптева дівчина» «The Patchwork Girl»                     | Роджер Камбл             | Джозеф Догерті               | 17 квітня 2019          | 105       | 0.22                 |
| 6                 | 6                  | «Втратити і знайти» «Lost And Found»                        | Ширі Епплбі              | Кайл Браун                   | 24 квітня 2019          | 106       | 0.24                 |
| 7                 | 7                  | «Смертельний тиждень» «Dead Week»                           | Арлін Сенфорд            | Паула Йу                     | 1 травня 2019           | 107       | 0.17                 |
| 8                 | 8                  | «Крюк, лінія і Букер» «Hook, Line And Booker»               | Арлін Сенфорд            | Нельсон Солер                | 8 травня 2019           | 108       | 0.20                 |
| 9                 | 9                  | «Брехати разом, вмирати разом» «Lie Together, Die Together» | Норман Баклі             | Чарлі Крейг и Кейтлкнд Браун | 15 травня 2019          | 109       | 0.21                 |
| 10                | 10                 | «Заходить професор» «Enter The Professor»                   | Норман Баклі             | А Марлін Кінг і Кайл Браун   | 22 травня 2019          | 110       | 0.27                 |

## Виробництво
Серіал був офіційно замовлено в виробництво 25 вересня 2017 року

### Кастинг
25 вересня 2017 року було оголошено, що Саша Пітерс і Джанель Перріш повторять свої ролі з «Милих ошуканок» - Елісон Ділаурентіс і Мони Вондервол. 29 січня 2018 року стало відомо, що Софія Карсон отримала роль Ави, однією з головних героїнь серіалу.

### Зйомки
23 січня 2018 року стало відомо, що зйомки будуть проходити в Портленді, штат Орегон.